# G5 Entertainment Group
G5 Entertainment Group — це група компаній, штаб-квартира яких знаходиться в Стокгольмі з 2006 року та в Нью-Йорку з 2019 року. G5 розробляє та публікує безкоштовні пригодницькі та головоломні ігри, такі як The Secret Society, Hidden City, Jewels of Rome. Група має понад 600 працівників в офісах в Стокгольмі, Мальті, Сан-Франциско, Москві, Харкові, Львові та Калінінграді.

## Історія
G5 Entertainment була заснована в 2001 році Владом Суглобовим, Олександром Табуновим та Сергієм Шульцем як компанія з розробки ігор. Першою мобільною грою G5 для завантаження стала Fight Hard 3D, розроблена для BREW.  Fight Hard 3D отримала кілька нагород, у тому числі «Найкраща мобільна гра 2003» від Російської конференції розробників ігор та була внаслідок цього випущена на численних мобільних операторах CDMA по всьому світу.
G5 стала першою заснованою в СНГ студією розробки ігор, яка працювала з Electronic Arts над першою в історії мобільною грою The Simpsons, а також співпрацювала з Disney Mobile у створенні мобільних ігор "Пірати Карибського моря".
G5 випустила свою першу безкоштовну мобільну гру Virtual City Playground у 2011 році.
16 травня 2016 року G5 оголосила, що отримала понад 100 мільйонів доларів доходу від своїх мобільних ігор з прихованими предметами.
У Швеції акції G5 котируються на головному ринку Nasdaq Stockholm під символом G5EN.ST та в Нью-Йорку на OTCQX під символом GENTF.
Дохід G5 зріс на 27% у другому кварталі, а середня кількість активних користувачів щомісяця зросла на 13%. Акції зростали в середньому на 40% на рік з моменту виходу компанії на ринок Швеції у 2006 році.